# Cereus vargasianus
Cereus vargasianus es una especie de planta suculenta perteneciente al género Cereus, dentro de la familia Cactaceae. Es endémica de Perú.

## Descripción

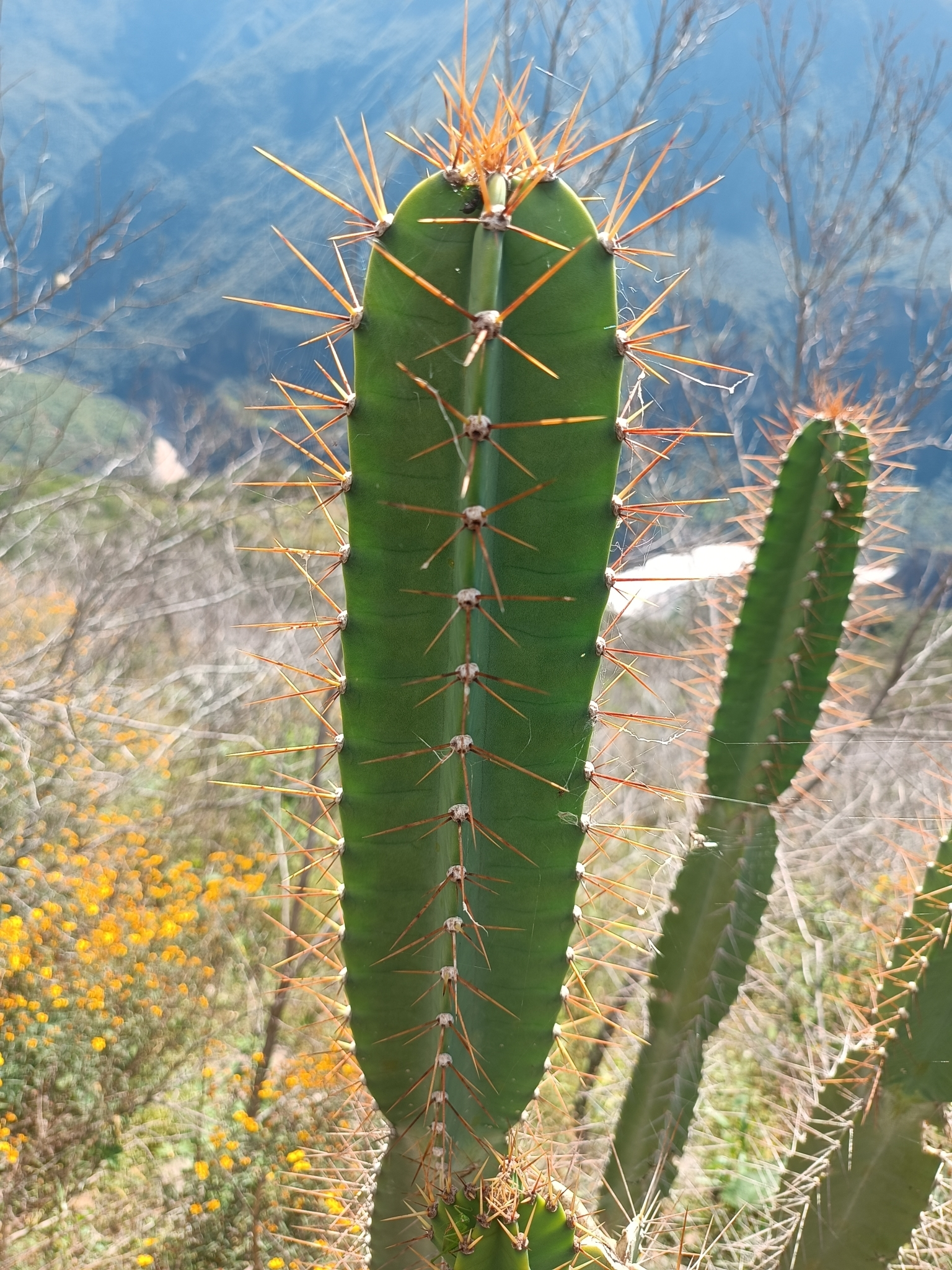
Detalle del tallo y las espinas

Cereus vargasianus es una especie de cactus que crece en forma de árbol, a menudo está ramificado y alcanza alturas de 7 a 8 m. Forma un tronco corto, los tallos son cilíndricos de color verde glauco y se dividen en segmentos de hasta 50 cm de largo. 
Presenta de 4 a 5 costillas onduladas y comprimidas de hasta 5 cm de alto. Sobre ellas se asientan areolas grises y alargadas. Tienen de 9 a 10 espinas fuertes y extendidas de color marrón y no siempre se pueden diferenciar en espinas centrales y periféricas. Cuando se distinguen, las 3 o 4 espinas centrales miden de 0,7 a 1,5 cm de largo, y las espinas marginales o periféricas alcanzan una longitud de hasta 1 cm.
Las flores son blancas y miden de 8 a 10 cm de largo. Los frutos son amarillos y tienen forma elipsoide. Miden hasta 8 cm de largo y contienen unas pulpa de color blanco.

## Distribución y hábitat
El área de distribución nativa de esta especie es Perú y crece principalmente en el bioma tropical estacionalmente seco.

## Taxonomía
Cereus vargasianus fue descrita por el botánico boliviano Martín Cárdenas Hermosa y publicada por primera vez en la revista científica Succulenta (Netherlands) 1951: 34 en 1951.
Etimología
- Cereus: nombre genérico que deriva del término latíno cereus (que se traduce como 'vela' o 'cirio'), haciendo alusión a su forma alargada perfectamente recta.[8]
- vargasianus: epíteto específico otorgado en honor del botánico boliviano Julio César Vargas Calderón.[9]

## Estado de conservación
En la Lista Roja de Especies Amenazadas de la UICN, la especie está clasificada como “Vulnerable (VU)”.

## Usos
Se cultiva principalmente como planta ornamental y su propagación se realiza a través de esquejes o semillas.

## Galería

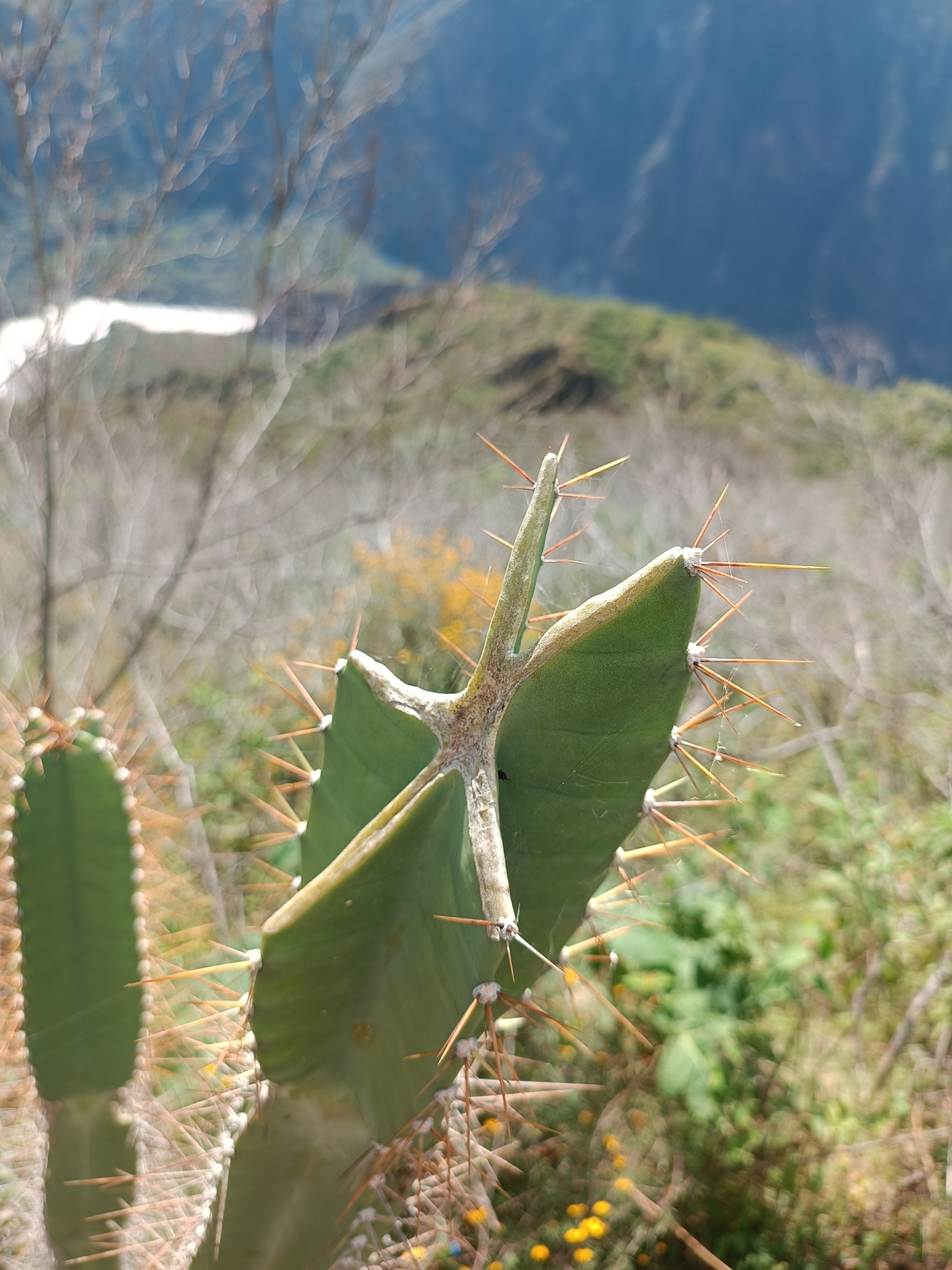
Detalle del tallo seccionado
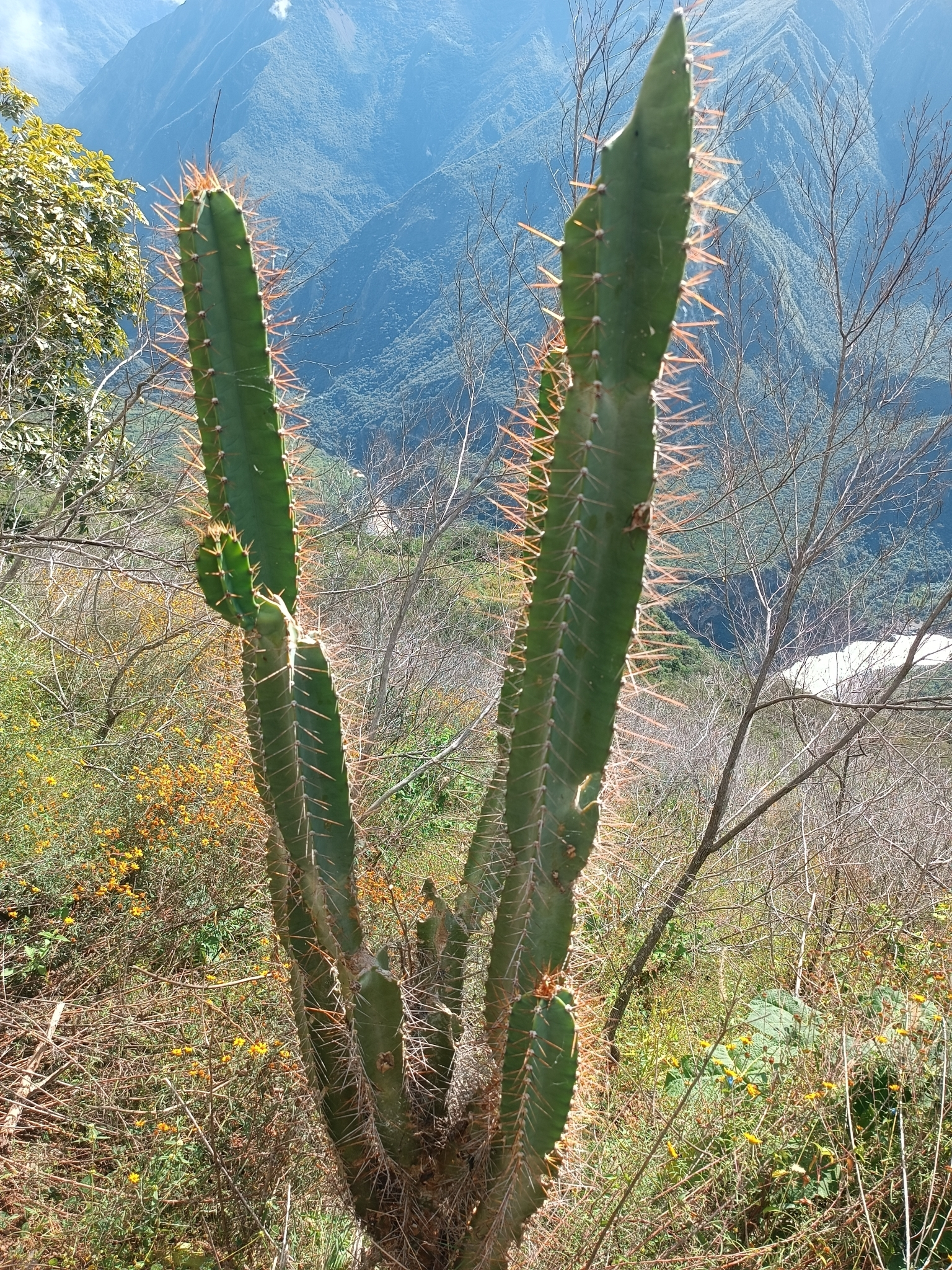
Porte de la planta
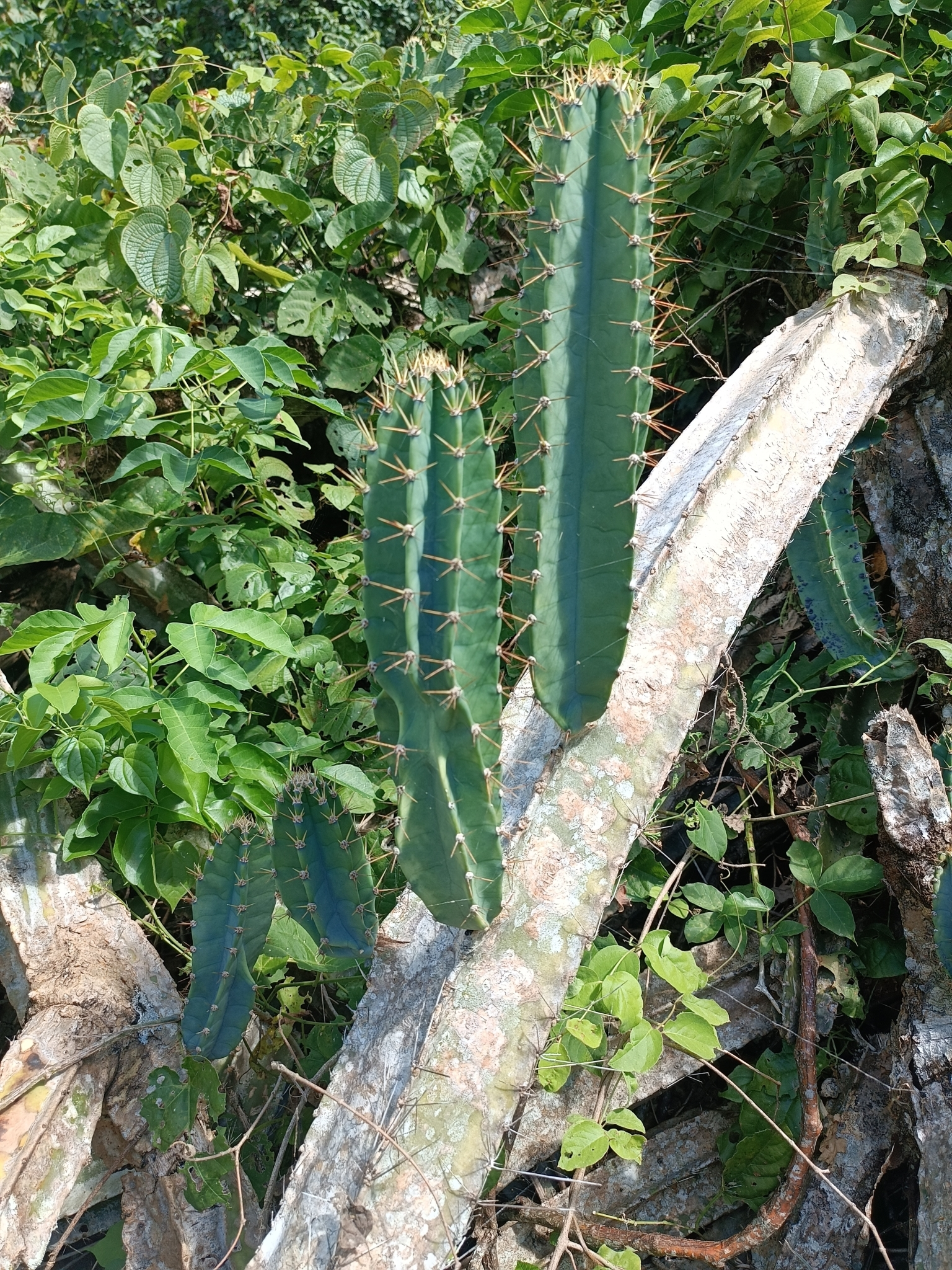
Detalle de la ramificación del tallo
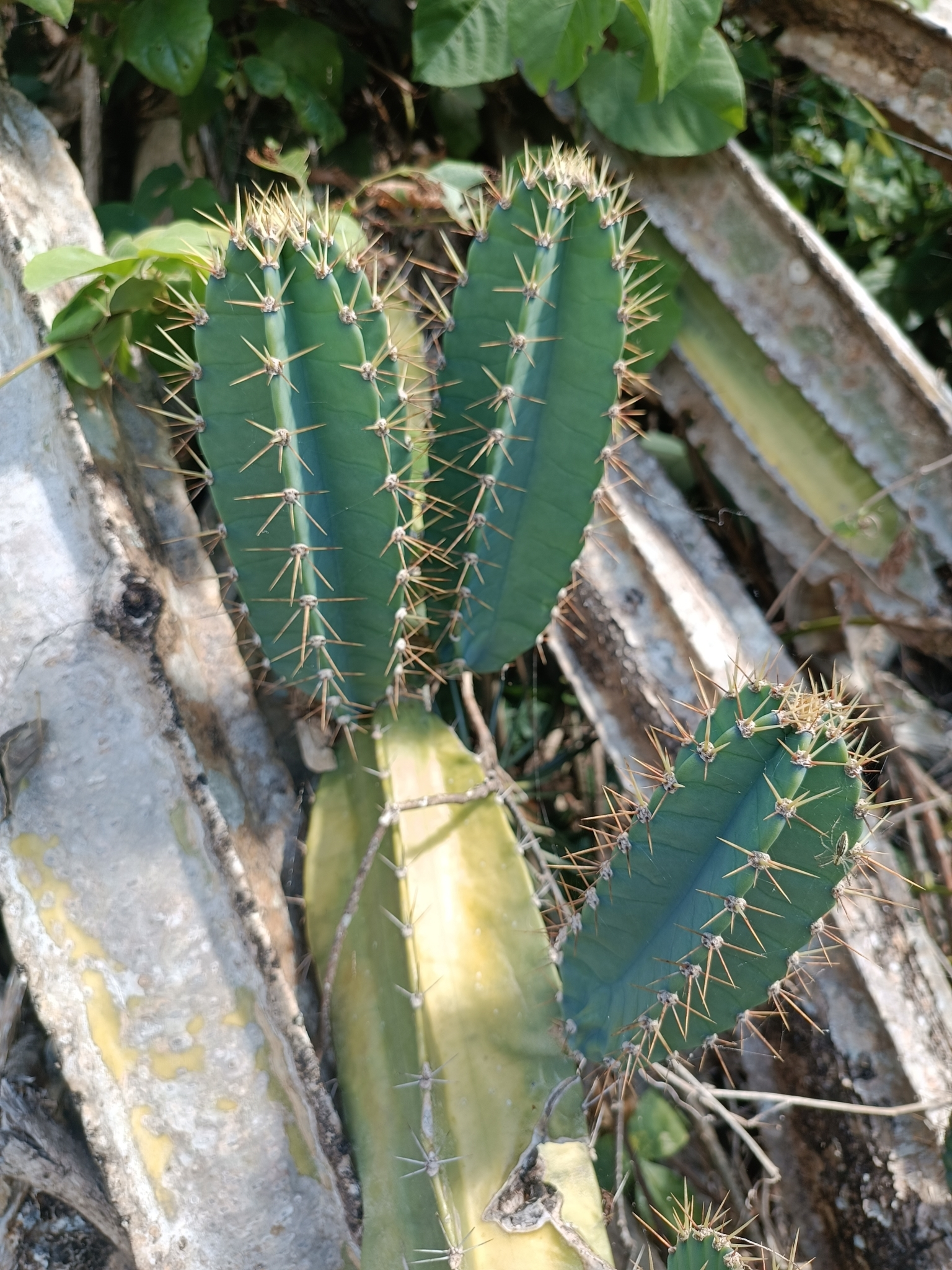
Detalle de las costillas del tallo
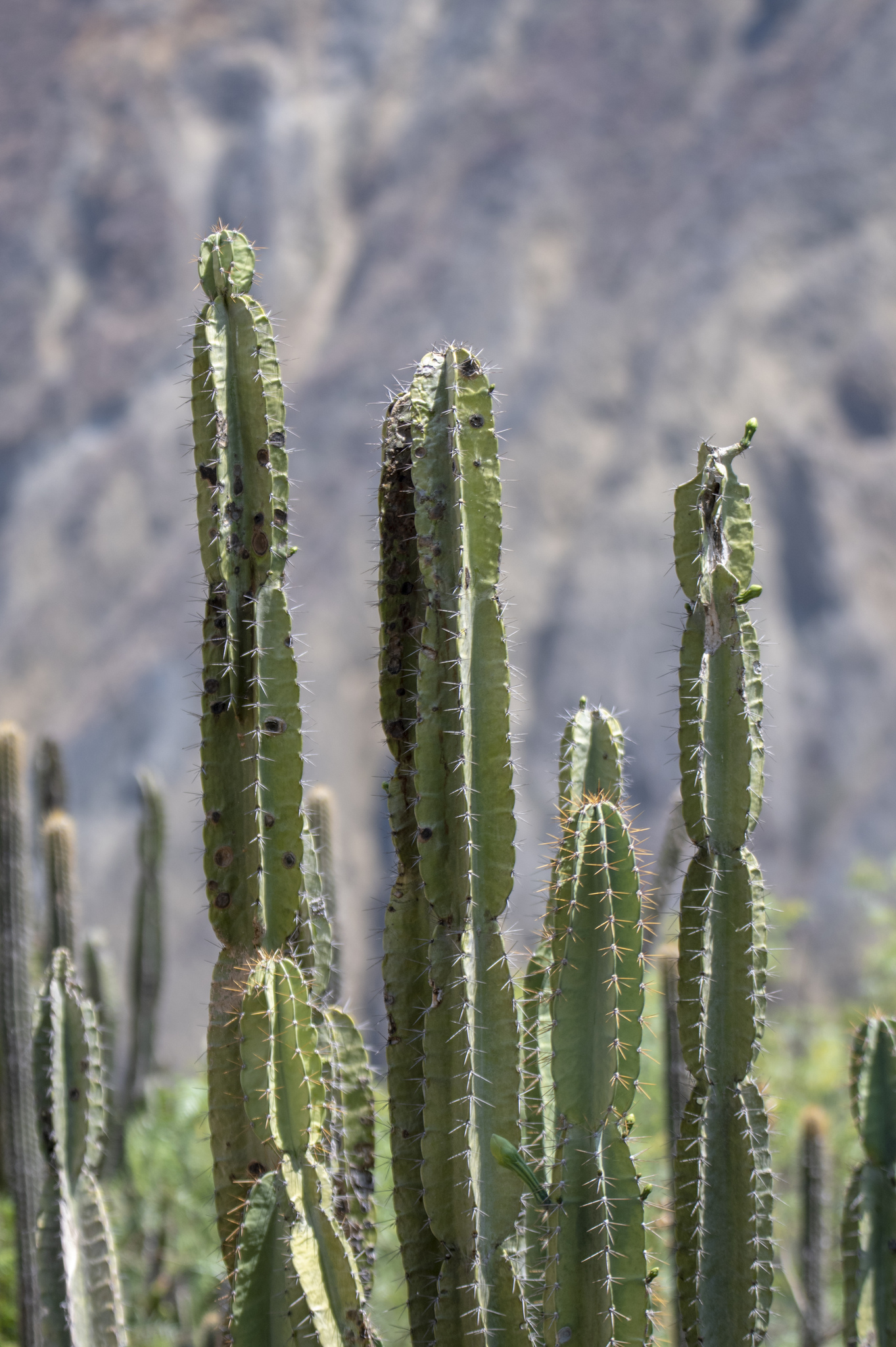
Detalle de los tallos columnares